# 柳川市立柳城中学校
柳川市立柳城中学校（やながわしりつ りゅうじょうちゅうがっこう）は福岡県柳川市にある中学校である。生徒数292名（R6年5月）。
校舎は柳河城址天守西側堀跡にある。

## 沿革
- 1947年 - 山門郡柳河町外2ケ町村学校組合立柳城中学校として創立[1]。
- 1948年 - 柳川城址に第一期校舎竣工[1]。
- 1949年 - 第二期工事竣工,全学年移転[1]。
- 1952年 - 市制施行により柳川市立柳城中学校と改称[1]。

## 卒業生
- 台所おさん（落語家）
- 樋口尚也（公明党代議士）
- 北山たけし（演歌歌手）